# حارة الأول (المحفد)
الأول هي إحدى حارات حي 5 أكتوبر بمدينة المحفد التابعة لمحافظة أبين، بلغ تعداد سكانها 450 نسمة حسب تعداد اليمن لعام 2004.